# Now Is the Time
〈Now Is the Time〉是臺灣歌手蔡依林的歌曲，收錄於合輯《Pepsi Beats of the Beautiful Game》。該歌曲由Brandon Green、Julia Dougall、Colby Green和Ellen Pietropaoli創作、小安製作。該歌曲為2014年國際足總世界盃加油歌，於2014年5月19日由MSC Sounds發行。

## 背景和發行
2014年5月19日，蔡依林受邀為即將於同年6月12日開幕的2014年國際足總世界盃演唱英文歌曲〈Now Is the Time〉。蔡依林表示這是一首讓她感到愉快的舞曲，希望能鼓勵聽眾把握每一刻，勇敢實現夢想。
該歌曲收錄於同年6月9日全球發行的合輯《Pepsi Beats of the Beautiful Game》，為蔡依林首度參與全球實體發行的音樂作品。該合輯同時收錄Timbaland、Kelly Rowland、Rita Ora等歌手為世界盃演唱的歌曲，蔡依林是唯一收錄作品的亞洲歌手。
同年7月2日，她發布由陳奕仁執導的該歌曲的歌詞版MV。

## 其他版本
2014年8月27日，蔡依林發行該歌曲的中文版〈渴望就一塊〉，為2014年百事天貓「一塊變土豪」活動主題曲。該版本由方文山重新填詞、Howard Simon Bernstein編曲、劉德任執導MV。